# 阿裕尼
阿裕尼，是新加坡東部的市鎮與規劃區之一，位於芽籠與麥波申之間，屬東北區，部分地區劃歸東區管轄。根據市區重建局的都市規劃，阿裕尼被歸入「芽籠計劃區」的一部分。該地亦涵蓋於阿裕尼集選區與馬林百列集選區內，具重要政治與住宅意涵。
阿裕尼的命名源自19世紀富商Syed Sharif Omar bin Ali Aljunied，其家族曾在當地擁有大片土地，並熱心捐資興建公共設施。現今的阿裕尼區是一個多元族群聚居的成熟社區，擁有完善的公共交通網絡（如阿裕尼地鐵站 EW9）、巴士樞紐與鄰里設施。
阿裕尼亦與鄰近的芽籠地區緊密相連，周邊餐飲、宗教建築與商業活動密集，展現出傳統與現代交融的地區特色。雖非主要新市鎮之一，但因其戰略位置與政區代表意義，阿裕尼在新加坡社會政治發展史上佔有一席之地。

## 沿革
「阿裕尼」（Aljunied）一名源於19世紀活躍於新加坡的阿拉伯—哈德拉米（Hadhrami）商人與慈善家——Syed Omar bin Ali Aljunied（1792–1852）。他來自也門哈德拉茂，經印尼棉蘭而抵新加坡，是早期的重要阿拉伯商人。他以慈善聞名，曾捐地興建新加坡最古老的清真寺之一——Masjid Omar Kampong Melaka（創立於1820年），也向Tan Tock Seng Hospital、Jalan Kubor 穆斯林墳場等捐地，用以公共服務與醫療用途。
隨著他的慈善與商業影響力擴及整個社區，Aljunied Road在19世紀逐漸以其家族命名，並成為今日「阿裕尼」規劃區的命名來源。此地區後隸屬市區重建局設計的芽籠規劃區，逐步發展為住宅與商業混合型社區。
1997年，新加坡首次出現阿裕尼集選區；然而該區直到2011年才引人注目——當屬反對黨工人黨（WP）首次在此勝出，成為史上首個由反對黨奪得的集選區，並由此擔任地方政務與議會職務。
今日的阿裕尼是一片充滿多元族群特色的成熟社區，保留如Masjid Omar Kampong Melaka等歷史建築，也有HDB組屋、商圈與公共交通設施（如Aljunied MRT station EW9）相互融合，並繼續作為政治與社區發展的重要樞紐。

## 交通網絡
阿裕尼區公共交通網絡發達，構築於地鐵（MRT）與巴士路網兩大支柱，匯集鄰里及跨區往返的需求。

### 地鐵（MRT）[11]
阿裕尼地鐵站（EW9）位於東西線，為一座高架站，於 1989年11月4日啟用，由SMRT運營，月台為島式配置，並設有無障礙出口與自行車停泊設施。2024年平均日客流量約21,402人次。
站體特徵包括圓頂形屋頂、月台幕門與高風量低速風扇等設施，乘客可透過月台橋跨越軌道連接地面。於2011至2013年間完成無障礙升級及自行車停車設施擴建。
此站與勞明達地鐵站僅需步行10–15分鐘即可抵達。

### 公共巴士[12]
阿裕尼路沿線共有數個主要巴士站，其中「Aljunied Rd – Aljunied Stn（81089）」與「Opp Aljunied Stn（81081）」最為繁忙，步程在2–4分鐘之內。
許多巴士路線經過此區，包括 2, 13, 21, 26, 40, 62, 63, 80, 100, 125, 137, 158, 158A, 853M 等，其中路線62、62A、63、63A為本地供應車次，也有通往檳港、實龍崗、榜鵝等地區的路線。
巴士服務由SBS Transit、SMRT與前進新加坡聯合營運，班次頻密，平日早晚高峰時段每5–15分鐘一班 。